# رینسولا باباجید
رینسولا باباجید (انگلیسی: Rinsola Babajide؛ زادهٔ ۱۷ ژوئن ۱۹۹۸) بازیکن فوتبال اهل انگلستان است.
از باشگاه‌هایی که در آن بازی کرده‌است می‌توان به باشگاه فوتبال لیورپول و باشگاه فوتبال واتفورد اشاره کرد.
وی همچنین در تیم‌های ملی فوتبال England women's national under-19 football team, England women's national under-20 football team، و England women's national under-21 football team بازی کرده‌است.